# Зыли
Зыли́ — деревня в составе Кадинского сельсовета Могилёвского района Могилёвской области Республики Беларусь.
Состоит из одной улицы — Луговой.

## Географическое положение
Ближайшие населённые пункты: Качурино, Каменка, Мошенаки.

## История
В 1670 году упоминается как фольварк в Оршанском повете ВКЛ.